# Amt Sinzig-Remagen
Das Amt Sinzig-Remagen war vom 16. bis 18. Jahrhundert ein landesherrliches Amt im Herzogtum Jülich mit Sitz in Sinzig, einer Stadt im heutigen Landkreis Ahrweiler im nördlichen Rheinland-Pfalz.

## Geschichte
Der Amtmann des Landesherrn hatte die Verantwortung für die Aufrechterhaltung der öffentlichen Ordnung, der Rechtspflege und den Einzug der Steuern. Während die Niedere Gerichtsbarkeit den örtlichen Schöffengerichten unter dem Vorsitz des jeweiligen Schultheißen unterstand, oblag die Hohe Gerichtsbarkeit einem Amtsrichter des Landesherrn. Der Kellner war die Amtsperson, der die Verwaltung der Steuereinnahmen unterstand.
Mit der Besetzung des Rheinlands im Jahre 1794 durch französische Truppen und der dadurch erfolgten Neuorganisation wurde das Amt Sinzig-Remagen aufgelöst. Es wurde der Kanton Remagen im Arrondissement Bonn (Rhein-Mosel-Département) geschaffen.

## Ortschaften
Das Gebiet des Amtes unterscheidet sich deutlich vom Gebiet der heutigen Städte Sinzig und Remagen.
Folgende Ortschaften gehörten zum Amt:
- Sinzig
  - Westum
  - Löhndorf
  - Coisdorf
  - Franken (zeitweise)
- Heimersheim
  - Ehlingen
  - Heppingen (teilweise)
- Unkelbach
- Remagen
  - Kripp
  - Apolinarisberg
  - Fronhof bei Remagen
  - Kalmuth
  - Ahrbrücker Mühle
  - Unkelbacher Mühle
- Breisig mit Oberbreisig und Niederbreisig
  - Oberlützingen und Niederlützingen
  - Gönnersdorf
  - Brohl
  - Rheineck (teilweise)
- Oberwinter
  - Birgel
  - Bandorf
  - Höfchen Einszfeld
- Kirchdaun
- Gimmigen (zeitweise)
- Herrschaft Landskron (zeitweise)
  - Vinxt
  - Schalkenbach

## Amtmänner
- 1508: Werner Holzsadel von Nassenerfurth[2]
- 1516: Wilhelm Holzsadel von Nassenerfurth
- um 1530: Johann Quad von Landskron
- 1537: Hermann Quad von Landskron († 1539)
- 1554: Wilhelm von Gertzen
- 1559/65: Wilhelm von Orsbeck
- 1575–1611: Engelbrecht von Orsbeck
- 1613: Floris von Merode
- 1618–1641: Franz von Spiring

Nach dem Dreißigjährigen Krieg kam die Stelle des Amtmanns in den erblichen Besitz der Freiherren bzw. späteren Grafen von der Leyen, die jedoch die Amtsgeschäfte von einem Amtsverwalter ausführen ließen. Folgende Amtsverwalter sind bekannt:
- 1669/70: Johann Ludwig von Blankart
- 1679/80: Philipp von Blankart
- 1691–1720: Johann Bertram Bachoven von Echt
- 1720–1760 Karl Kaspar Bachoven von Echt (Sohn des vorgenannten)
- 1766–1780: Heinrich Ludwig Keiffenheim